# 江璧
江璧（1812年—1886年），字南春，江苏甘泉县人，祖籍安徽旌德县。清朝政治人物。

## 生平
同治三年（1864年）甲子科解元，次年联捷成进士。以知县即用，补授江西万载县知县，有循良之称。致仕归，主讲江宁钟山书院。
著作有《黄叶山诗文集》，曾纂《甘泉县志》。